# يوهان فريدريك هربارت
يوهان فريدريك هربارت، (بالإنجليزية: Johann Friedrich Herbart)‏، (و 4 مايو، 1776 – ت 11 أغسطس، 1841)، الألماني، هو فيلسوف ونفساني ومؤسس علم التربية كفرع أكاديمي، أثر كثيرًا في نظرية التربية في نهاية القرن التاسع عشر. اعتقد هربارت أن التربية مرتبطة كثيرًا بالأخلاق (دراسة أنماط الصواب والخطأ) وعلم النفس، حيث توفر الأخلاق الهدف الشامل للتربية لبناء صفات أخلاقية قوية، ويزوّد علم النفس وسائل تحقيق هذا الهدف.
ركز هربارت على أهمية تطوير ورعاية اهتمام الطلاب بالتعليم. ونادى باتباع أربع خطوات في التعليم. أولاها أن يقدم المعلم معلومات للطلاب. وثانيًا، يساعد المعلم الطلاب على تحليل المادة الجديدة ويقارنها أو يضاهيها مع الأفكار التي تعلموها بالفعل. وثالثها، يستخدم المعلم والطلاب المعلومات الجديدة في تطوير قاعدة عامة لحل مشكلاتهم. ورابعًا، يساعد المعلم الطلاب على تطبيق المعلومات الجديدة في مواقفهم الأخرى أو استخدام القاعدة في حل مشكلات أخرى. ويطبق العديد من المعلمين في أوروبا وأمريكا الشمالية الخطوات الأربع لهربارت، التي وسعها تابعوه بعد ذلك إلى خطوات خمس.

## سيرته

### حياته
ولد هربارت في أولدنبورغ بألمانيا. ودرس الفلسفة في جامعة ينا على يد الفيلسوف يوهان غوتليب فيشته. وذهب في عام 1797، إلى سويسرا ليعمل معلمًا خاصًا. والتقى هناك بالمعلم السويسري يوهان هاينريش بستالوتزي، الذي أثر في العديد من نظرياته. قام هربارت بتدريس التربية والفلسفة في جامعة غوتينغن من عام 1802 إلى عام 1809، وفي جامعة كونيغسبرغ من عام 1809 إلى عام 1833. وعاد بعد ذلك إلى جامعة غوتينغن، حيث مارس التعليم حتى وفاته.

### فلسفته ونموذج هربارت
عني هربارت في الإجابة عن سؤال "كيف ينبغي أن نتعلم ؟"، وكان الجواب هو التعلم بالترابط. والترابط لديه هو التمثل وتعرف فكرة جديدة بوساطة الأفكار الموجودة في العقل. ويرى أن المتعلم يتعلم الأمور الجديدة إذا ما تمكن من ربطها وإيجاد شبه بينها وبين معارفه وأفكاره السابقة. وإيجاد هذه الرابطة يساعده على سرعة التعلم وعلى تثبيت الأفكار الجديدة في ذهنه. ولا بد من إثارة الأفكار القديمة كي يبني عليها الجديدة مع توافر عنصر جديد هو الاهتمام. والمتعلم يتعلم ما دام مهتماً، وإن فقدان الاهتمام يبطل التعلم. ويرى أيضاً أنه حتى تتحقق الشخصية الخلقية ذات النمو الكامل والاهتمام المتعدد الجوانب لدى المتعلم فإنه لا بد من وجود المنهج الدراسي المرتبط بالمواد الدراسية العلمية والتاريخية، ويرافق ذلك الأنشطة المتصلة بها، والمتكيفة مع أعمار المتعلمين، والمتصلة بالميل والاهتمامات المراد تنميتها. ولنجاح ذلك لا بد من التركيز باهتمام كامل على عمل عقلي واحد، وعلى فكرة واحدة في المرة الواحدة.
واقترح هربارت نموذجاً حاول فيه وضع قواعد واضحة لتنظيم مراحل الدروس باتباع خطوات في العملية التدريسية، تنسجم مع قوانين التفكير الإنساني والتعلم الصحيح، وهي تمثل الدرس النموذجي. وهذه الخطوات هي:
- المقدمة أو التمهيد: لكي تتحقق هذه الخطوة لابد للمعلم من أن يلم جيداً بمادته، وبموضوع درسه، ومستوى المتعلمين. ويكون التمهيد للدرس بزيادة استعداد المتعلم عن طريق تذكيره بخبراته وأفكاره القديمة المتصلة بموضوع الدرس الجديد، والعمل على استدعاء تلك الأفكار والخبرات إلى مركز انتباهه وعلى تهيئة ذهنه وجذبه الكامل لمحتويات الدرس الجديد.
- العرض: يعطي المعلم في هذه الخطوة الفرصة للمتعلم لاختبار الأشياء بنفسه بطريقة مباشرة، وفي حال تعذر ذلك فإنه يلجأ إلى العرض غير المباشر عن طريق الشرح والإلقاء والمناقشة ويحاول توضيحها بالوسائل المناسبة والممكنة أحياناً.
- الربط والموازنة: يحاول المعلم مساعدة المتعلم على تحليل المعارف والخبرات الجديدة ومقارنتها، وإدراك الشبه والارتباط بينها وبين المعارف والخبرات القديمة حتى يتمكن من الانتقال إلى خطوة التعميم. ويستطيع المعلم تحقيق ذلك عن طريق السؤال وربط تجارب المتعلمين وتنظيم معلوماتهم حتى يصلوا إلى الفكرة العامة أو إلى قاعدة.
- التطبيق: وتتضمن هذه الخطوة تطبيق المعارف والمهارات والقواعد العامة التي تم اكتسابها، والوصول إليها من الدرس مما يجعل معناها واضحاً فتتحسن عملية استيعابها. ويستطيع المعلم أن يقف على النقاط التي لم يستوعبها المتعلم جيداً فيصل إلى إيضاحها وشرحها من جديد، وعليه أن يبدأ التطبيق بمسائل سهلة وليست صعبة.
- التعميم والتلخيص: يتم الوصول في هذه الخطوة إلى القضايا الكلية والقوانين العامة والتعميم، وتكوين فكرة عامة من الأفكار الجزئية، والانتقال من المدرك الحسي إلى المدرك الكلي، ومن الأمثلة إلى القواعد العامة. وقد يشترك المعلم والمتعلمون في إعداد الملخص المناسب لعرض المفهومات والمبادئ والأسس. وما الخطوات السابقة إلا الطريق الذي يسلكه المعلم ليصل بالمتعلمين إلى الحكم الكلي وذلك ابتداءً من التمهيد حتى التلخيص.

### كتبه
ترك هربارت مجموعة كتب أهمها:
- «المدخل إلى الفلسفة» (1813)
- «الفلسفة العملية العامة» (1808)
- «الميتافيزيقا العامة» (1828-1929)
- «التربية العامة» (1806)
- «خطة محاضرات في علم التربية» (1835)
- «السيكولوجية علماً» (1824).

## روابط خارجية
- يوهان فريدريك هربارت على موقع الموسوعة البريطانية (الإنجليزية)